# Landgericht Haidau
Das Landgericht Haidau bzw. Landgericht Haidau-Pfetter war ein Landgericht des Herzogtums Bayern und des späteren Kurfürstentums Bayern in der heutigen Oberpfalz. Das Landgericht Haidau-Pfatter erstreckte sich von der Regensburger Stadtgrenze bis zum Tal der Großen Laber und bestand bis 1803.

## Geschichte
Die im 13. Jahrhundert erbaute Niederungsburg Haidau war Namensgeber des Pfleggerichts Haidau. Der Burgstall Haidau zeigt noch im Dreißigjährigen Krieg Reste der zerstörten Burg. Eigentlicher Sitz war aber spätestens seit  1325 Mintraching. Nachdem das Untere Schloss Mintraching 1634 von schwedischen Truppen in Brand gesteckt wurde, verlegte man den Gerichtssitz des Landgerichts Haidau nach Schloss Pfatter. Nach dem Krieg musste sich Pfatter den Gerichtssitz wieder mit Mintraching teilen. Während das Untere Schloss Mintraching im 18. Jahrhundert verfiel, wurde das Alte Schloss in Pfatter von den Richtern bevorzugt.  Im Zuge der Säkularisation in Bayern 1803 wurde als untere Verwaltungs- und Justizbehörde ein „Landgericht älterer Ordnung“ Stadtamhof aus den Ämtern Stadtamhof, Pfatter mit Haidau, den Pflegämtern Sallern und Zeitlarn sowie der Klosterherrschaft Prüfening gebildet.